# Nova Rusija
Nova Rusija (ruski: Новоро́ссия, ukrajinski: Новоросія) je povijesni pojam jugozapadnoga područja Ruskog Carstva od 1764. do 1873., koje se prostiralo na kopnenom predjelu sjeverno od Crnog mora, koje se danas nalazi na jugu Ukrajine i dijelom jugozapadne Rusije.
Područje je osvojilo Rusko Carstvo potkraj 18. stoljeće od Osmanskog Carstva te je ostalo pod njenom upravom do Oktobarske revolucije i raspada Carstva 1917. U 18. stoljeću, usljedila je ruska kolonizacija područja pod knezom Grigorijem Potemkinom, te su tada nastali razni novi gradovi: Odesa, Novorosijsk, Sevastopolj, Dnjipro i drugi. Tijekom SSSR-a, to područje je administrativno pripalo većim dijelom Ukrajinskoj SFSR i manjim dijelom Ruskoj SFSR, te je tako i ostalo nakon raspada SSSR-a 1991.
Ugrubo obuhvaća južne oblasti u Ukrajini - Donjecka oblast, Luganska oblast, Dnjipropetrovska oblast, Zaporoška oblast, Mikolajivska oblast, Hersonska oblast i Odeška oblast - te jugozapadne oblasti u Rusiji - Krasnodarski kraj, Stavropoljski kraj i Rostovska oblast, kao i republiku Adigeju.
Termin "Nova Rusija" poprimio je novo značenje kada se 2014. pojavila separatistička ruska država na istoku Ukrajine. Dana 17. travnja 2014., ruski predsjednik Vladimir Putin upotrijebio je ovaj pojam tijekom svojeg govora te naveo da je Nova Rusija postojala tijekom Ruskog Carstva te da je pripala Ukrajinskog SFSR 1920. iako nikada prije nije bila dio te države. Poljski ministar obrane Tomasz Siemoniak upozorio je da Putin možda namjerava obnoviti SSSR pod novim temrinom "Nova Rusija".